# ایکینجی مایاک
ایکینجی مایاک (به لاتین: İkinci Mayak) یک منطقه مسکونی در جمهوری آذربایجان است که در شهرستان نفت‌چاله واقع شده‌است. ایکینجی مایاک ۳۶۱ نفر جمعیت دارد.